# حارة غول الباشا (أزال)
حارة غول الباشا هي إحدى حارات حي أزال بمديرية أزال في مدينة صنعاء، بلغ تعداد سكانها 3918 نسمة حسب تعداد اليمن لعام 2004.